# Tanja Salkowski

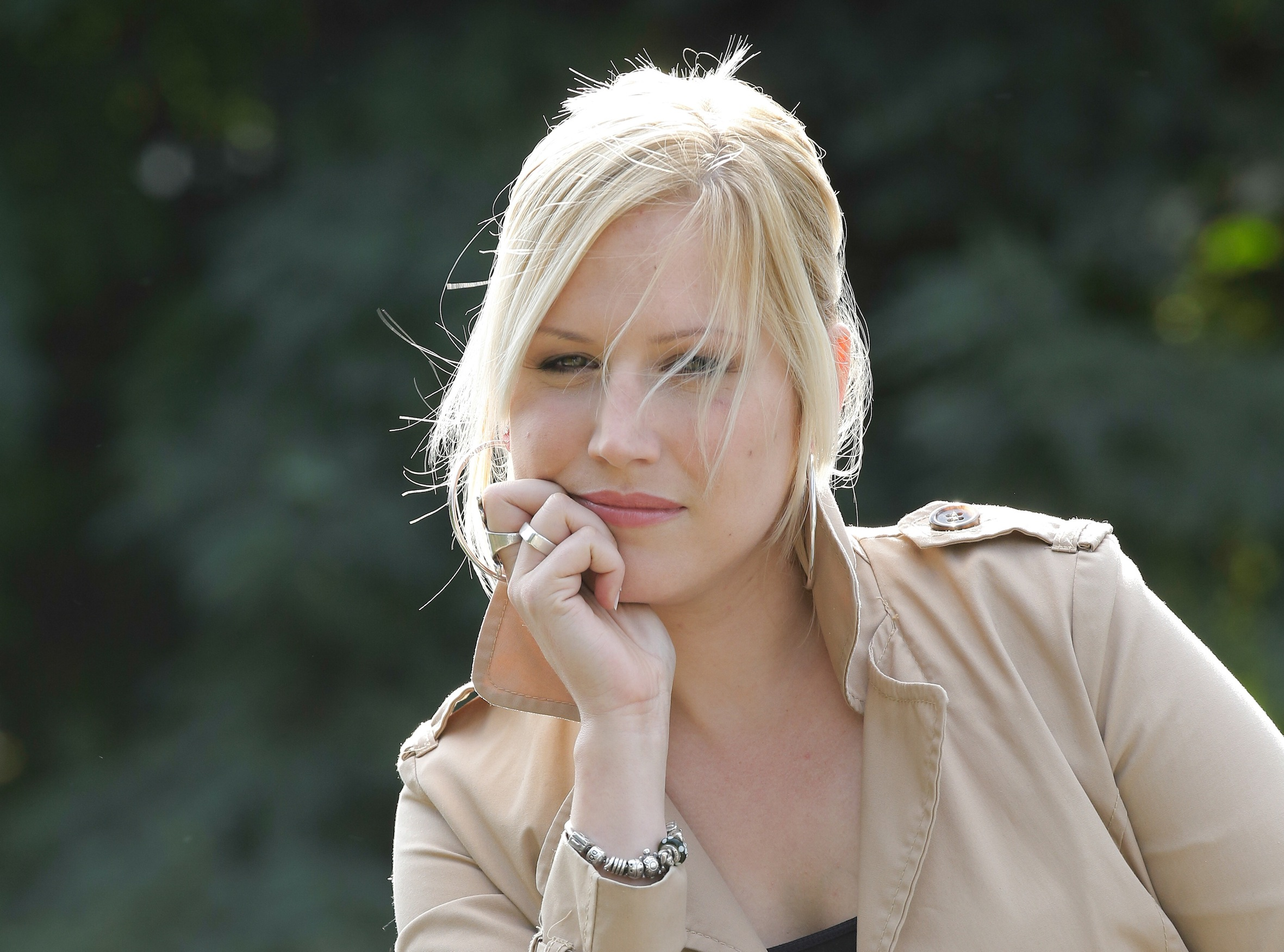
Tanja Salkowski (2013)

Tanja Salkowski (* 25. November 1977 in Zürich) ist eine deutsche Autorin, Bloggerin, Moderatorin und Journalistin. Sie engagiert sich, um über die Krankheit Depression aufzuklären.

## Leben
Tanja Salkowski wuchs in Andernach auf und zog 1996 nach Stuttgart, wo sie Werbung und Marktkommunikation an der Hochschule der Medien studierte. Nach dem Studium arbeitete sie zunächst als Assistentin der Geschäftsführung für eine Medienagentur in Saarbrücken. 2004 machte sie sich als Musikmanagerin und Marketingberaterin selbstständig, u. a. für Claudia Kohde-Kilsch. Im selben Jahr gründete sie mit Kollegen in Saarbrücken den Stadtstrand Potato Island (heute Saarstrand/Big Island), nach dem Vorbild von Paris-Plages.
Es folgten weitere Jobs als PR-Beraterin, Redakteurin, Animateurin und Moderatorin u. a. für ein Kreuzfahrtunternehmen.
Am 14. Februar 2012 unternahm Tanja Salkowski einen Suizidversuch. Im selben Jahr ließ sie sich wegen Depression stationär behandeln. Sie gründete den Blog sonnengrau, in dem sie über ihren Alltag mit Depressionen berichtet. 2013 erschien ihr Debüt-Roman sonnengrau. Ich habe Depressionen – na und?, der in Medien Erwähnung fand. 2014 wurde der Roman in Südkorea veröffentlicht.
Von 2014 bis 2019 moderierte Salkowski die Radiosendung „Radio sonnengrau“ im Offenen Kanal Lübeck und später als Web-Radioprojekt. Das gemeinnützige Projekt gründete sie zusammen mit Freunden und Experten, um auf unterhaltsamer Art und Weise über Depression und andere psychische Erkrankungen aufzuklären. Die Radiosendung gilt bundesweit als Pionier-Projekt und wurde 2014 mit dem DGPPN-Antistigma-Preis und 2015 mit dem startsocial-Bundespreis ausgezeichnet.
Tanja Salkowski hielt von 2013 bis 2019 bundesweit Lesungen und Vorträge zum Thema Depression. Im April 2021 erschien ihr Buch Mit der richtigen Ernährung gegen den Seelenblues im Kösel-Verlag.
Tanja Salkowski lebt in Schleswig-Holstein und Rheinland-Pfalz und arbeitet als Redakteurin für TV-Formate, PR-Beraterin, Copywriterin, Journalistin und Musikmanagerin. Sie hat für die Frankfurter Allgemeine Sonntagszeitung zwei Artikel zum Thema Ernährung geschrieben.

## Werke
- sonnengrau. Ich habe Depressionen – na und? Manuela Kinzel Verlag, Göppingen 2013, ISBN 978-3-95544-004-6.
- Mit der richtigen Ernährung gegen den Seelenblues. Einfache und wirksame Hilfe bei Depression, Burnout und Stimmungstief Kösel-Verlag, 2021, ISBN 978-3-466-34766-7.